# الکساندر فردرو
الکساندر فِرِدْرو (لهستانی: Aleksander Fredro؛ ‏ ۲۰ ژوئن ۱۷۹۳ – ۱۵ ژوئیهٔ ۱۸۷۶) شاعر، نویسنده، نمایشنامه‌نویس، و سیاستمدار لهستانی در دوران تجزیهٔ این کشور بود.
بسیاری از آثار او پس از مرگ به زبان‌های گوناگون ترجمه و منتشر شد.
از فیلم‌ها یا مجموعه‌های تلویزیونی که وی در آن‌ها نقش داشته‌است، می‌توان به انتقام اشاره نمود.
وی همچنین برندهٔ جوایزی همچون لژیون دونور شده‌است.